# Трисвятое
Трисвято́е (Трисвята́я песнь, от греч. Τρισάγιον) — христианская молитва «Святы́й Бо́же, Святы́й Кре́пкий, Святы́й Безсме́ртный, поми́луй нас» (поют трижды на обычной литургии, и семь с половиной раз — на архиерейской), входящая в состав обычного начала церковных служб. Эта молитва представляет собой соединение песни (славословия) серафимов в видении пророка Исаии: «Свят, Свят, Свят Господь Саваоф» (Ис. 6:3), наименований Лиц Пресвятой Троицы: «Боже, Крепкий и Бессмертный», взятых из Священного Писания и прибавления слов прошения «помилуй нас».

## Текст молитвы
- Церковнославянский:

Ст҃ы́й бж҃е, ст҃ы́й крѣ́пкїй, ст҃ы́й безсме́ртный, поми́лꙋй на́съ. Триⷤ.
Святы́й Бо́же, Святы́й Кре́пкий, Святы́й Безсме́ртный, поми́луй на́с (трижды)
- Греческий:

'Ἅγιος ὁ Θεός, Ἅγιος Ισχυρός, Ἅγιος Αθάνατος, ἐλέησον ἡμᾶς (τρίς).
А́гиос о Фэо́с, А́гиос исхиро́с, А́гиос афа́натос, эле́исон има́с (трис).
Текст молитвы на разных языках см. также в Викитеке.

## История возникновения молитвы согласно византийской, халкидонской церковной традиции
Трисвятое — молитва древнего происхождения, относящаяся ко временам древне-христианской Церкви, на что указывает Иоанн Златоуст. В Православной церкви молитва начинает употребляться со времени служения архиепископа Константинопольского святого Прокла (434—447).
История введения в богослужение Трисвятого известна нам по преданию, рассказываемому в приводимых Зонарою (XII век) посланиях патриарха Константинопольского Акакия (471—479) и других современных ему епископов к халкидонскому пресвитеру Петру Кнафею (хотевшему внести в эту молитву прибавку «распныйся за ны» — «распявшийся за нас»).
За 20 дней до Пасхи около 3 часов дня во время сильного землетрясения, бывшего в Константинополе в 438—439 годах, когда народ на улицах с крестными ходами и общественными богослужениями возносил покаянные молебствия о спасении, какой-то мальчик, присутствовавший в толпе, был неожиданно поднят на небо и услышал пение ангелов «Ἅγιος ὁ Θεός, Ἅγιος ἰσχυρός, Ἅγιος ἀθάνατος!». Когда мальчик спустился на землю и рассказал о чуде, тотчас все вместе с патриархом начали петь Трисвятое, прибавив к нему: «ἐλέησον ἡμᾶς», что значит «помилуй нас», после чего землетрясение тут же прекратилось. В знак чудесного избавления императрица Пульхерия и её брат император Феодосий Младший императорским указом ввели употребление Трисвятого при богослужении, и это постановление торжественно закрепил Халкидонский собор 451 года.
Так говорит предание. Согласно другим источникам, происхождение Трисвятого относится к более раннему времени, в V же веке оно стало более известным и введено в богослужение. Так, например, монах Иов объяснял, что текст Трисвятого составлен из «Свят, Свят, Свят Господь Саваоф!» (Ис. 6:3) и стиха «к Богу крепкому, живому» (Пс. 41:3), где слово «живой» (ζών) заменяется более звучным словом «бессмертный» (ἀθάνατος). Николай Кавасила («Изложение Литургии», 20) принимает это объяснение Иова. Как бы то ни было, во всяком случае исторически достоверно, что на первом заседании IV Вселенского собора, после низвержения Диоскора, собравшимися отцами пропето было Трисвятое, и с тех пор, следовательно, с половины V века, эта песнь свято хранится в Православной церкви. Священное происхождение Трисвятого признают и отцы Трулльского собора в особом 81 правиле.
После Халкидонского собора, когда монофизитство было торжественно осуждено, Трисвятое подверглось искажению. Прибавлены были упомянутые слова «распныйся за ны» (ὁ σταυρωθεὶς δι’ἡμᾶς), с целью противодействия православному учению и утверждения монофизитского учения о втором Лице Святой Троицы. Это сделал Пётр Кнафей (иначе Фуллон) во второй половине V века. Кнафей — константинопольский монах, строгий последователь монофизитства. За это он был изгнан из Константинополя. Снискавши благоволение Зенона, зятя царя, он вместе с ним отправился в Антиохию и здесь вступил в общение с некоторыми из аполлинаристов и образовал сильную партию против антиохийского православного патриарха Мартирия (456—468), которого в конце концов заставил уйти с кафедры, и, при содействии своих приверженцев, сам занял его место. Став патриархом, Кнафей, в целях утверждения монофизитства в Антиохийской церкви, приказал прибавить к Трисвятому упомянутые слова и с этой прибавкой его петь. В православной редакции Трисвятое относится ко всем трём Лицам Святой Троицы, а Кнафей этой прибавкой хотел отнести его только ко второму Лицу Святой Троицы, к Богу-Сыну; хотел, именно, подкрепить монофизитское учение, согласно которому во Христе было только одно естество, Божеское, с которым, каким-то образом, слилось естество человеческое, так что Божество в Иисусе Христе и страдало и совершало все прочие человеческие деяния; тело же во Христе было каким-то призрачным явлением. Прибавкой к Трисвятому слов «распныйся за ны» и выражается, именно, монофизитская мысль, что во Христе распято было и пострадало Божество, а не человечество. Этим учением не только искажался догмат IV Вселенского собора, но восстановлялись ереси II и III веков (патрипассианская, ноитианская и савеллианская), и следовательно, ниспровергалось все православное учение о Лицах Святой Троицы. Учение Кнафея уже в 471 году осуждено было на одном из антиохийских соборов, сам же Кнафей низвержен и изгнан; осуждение это подтверждено было затем и на одном из римских соборов в 485 году. Этим своим (81) правилом отцы Трулльского собора подтвердили всё, что до них установлено было относительно песни Трисвятое; осудили, как противное благочестию, упомянутую прибавку, провозгласили еретиком Петра Кнафея, придумавшего прибавку, и, по примеру прежних православных соборов, предали анафеме (ἀναθεματίζομεν) всех, которые дерзнули бы принимать названную прибавку и читать с нею Трисвятое.
В Римско-католической церкви Трисвятое входит в состав ряда молитвенных последований, в том числе Венчика к Милосердию Божию. Латинская форма звучит как Sanctus Deus, Sanctus fortis, Sanctus immortális, miserére nobis. Трисвятое входит в чин мессы мосарабского обряда.

## Богослужебное употребление в византийской церковной традиции
Трисвятое используется как составная часть обычного начала; в связке Трисвятое→Пресвятая Троице→Отче наш в различных местах богослужения; в конце великого славословия; на Литургии оглашенных перед чтением прокимна и Апостола.
В конце отпевания, после того как пропели Вечную память, гроб закрывается и с пением погребального Трисвятого провожается до раскопанной могилы, где перед тем как опустить в могилу и зарыть гроб служится лития.

### На литургии
На литургии Трисвятое совершается в следующем порядке. Если служба не архиерейская, то клирос поёт трижды Трисвятое полностью, затем «Слава, и ныне», допевает «Святы́й Бессме́ртный, поми́луй нас» и ещё раз поёт Трисвятое. Если служит архиерей, то порядок меняется:
1. Сначала Трисвятое поют певчие.
2. Затем его поют сослужащие архиерею и церковнослужители в алтаре. Архиерей, приняв от иподиакона дикирий, творит им крестное знамение над Евангелием. Приняв от второго иерея крест, архиерей с дикирием и крестом выходит на амвон.
3. В это время Трисвятое поют речитативом певчие. Архиерей начинает благословлять на три стороны с молитвой «При́зри с небесе́, Бо́же, и виждь, и посети́ виногра́д сей, и утверди́ и, его́же насади́ десни́ца Твоя́».
4. Когда архиерей осеняет молящихся (на запад), клирос поёт «Святы́й Бо́же», когда на юг — «Святы́й Кре́пкий», когда на север — «Святы́й Безсме́ртный, поми́луй нас».
5. Архиерей уходит в алтарь, Трисвятое поют певчие.
6. Далее Трисвятое поют в алтаре, когда архиерей, благословив дикирием горнее место, отдаёт его, принимает трикирий и осеняет им с горнего места на запад, на юг и на север сослужащих.
7. Певчие поют «Сла́ва, и ны́не», «Святы́й Бессме́ртный, поми́луй нас» и ещё раз Трисвятое.

Таким образом, за архиерейской литургией Трисвятое поётся семь с половиной раз.
В некоторые дни богослужебного года Трисвятое заменяется на другие песнопения.
В следующие дни, которые в прошлом традиционно отводились для крещения оглашенных, вместо Трисвятого поётся «Ели́цы во Христа́ крести́стеся, во Христа́ облеко́стеся, аллилу́ия» (см. Гал. 3:27):
- Рождество Христово;
- Богоявление;
- Лазарева суббота;
- Великая суббота;
- Пасха и Светлая седмица;
- Пятидесятница.

В праздники, посвящённые Кресту Христову, вместо Трисвятого используется песнопение «Кресту́ Твоему́ покланя́емся, Влады́ко, и Свято́е Воскресе́ние Твое́ сла́вим»:
- Воздвижение;
- Происхождение честных древ Животворящего Креста;
- Неделя крестопоклонная.

### Трисвятое по Отче наш
В богослужении Православной церкви часто используется стандартный набор чтения (чтецом), или пения (хором), строго определённых кратких молитв, начинающийся с Трисвятого:
- «Святы́й Бо́же, Святы́й Кре́пкий, Святы́й Бессме́ртный, поми́луй нас» (3 раза — собственно Трисвятое),
- «Сла́ва Отцу́ и Сы́ну и Свято́му Ду́ху, и ны́не и при́сно и во ве́ки веко́в. Ами́нь» (краткое славословие),
- «Пресвята́я Тро́ице, поми́луй нас; Го́споди, очи́сти грехи́ на́ша; Влады́ко, прости́ беззако́ния на́ша; Святы́й, посети́ и исцели́ не́мощи на́ша, и́мене Твоего́ ра́ди» (молитва ко Пресвятой Троице),
- «Го́споди, поми́луй!» (3 раза),
- «Сла́ва Отцу́ и Сы́ну и Свято́му Ду́ху, и ны́не и при́сно и во ве́ки веко́в. Ами́нь»,
- «О́тче наш, И́же еси́ на Небесе́х, да святи́тся и́мя Твое́, да прии́дет Ца́рствие Твое́, да бу́дет во́ля Твоя́, я́ко на Небеси́ и на земли́. Хлеб наш насу́щный да́ждь нам днесь; и оста́ви нам до́лги на́ша, я́коже и мы оставля́ем должнико́м на́шим; и не введи́ нас во искуше́ние, но изба́ви нас от лука́ваго» (Молитва Господня).

Священник возглашает:
- «Я́ко Твое́ есть Ца́рство и Си́ла и Сла́ва, Отца́ и Сы́на и Свята́го Ду́ха, ны́не и при́сно и во ве́ки веко́в».

Хор (или чтец) отвечают:
- «Ами́нь».

Этот неизменный блок молитв в Типиконе обозначается как «Трисвятое по Отче наш», или просто «Трисвятое». Он присутствует не только в начальных молитвах, но и в середине и в конце разных чинопоследований.

## История возникновения молитвы согласно древневосточной, нехалкидонской церковной традиции
Возникновение Трисвятой песни Древневосточными православными церквями возводится к молитве Иосифа Аримафейского, стоявшего под крестом распятого Иисуса Христа и молившегося словами, ставшими впоследствии Трисвятой песнью: «Святой Боже, Святой крепкий, Святой бессмертный, что распялся ради нас, помилуй нас». В отличие от церквей халкидонской традиции, Трисвятая песнь поётся не Троице, а Иисусу Христу — одному из трёх Лиц Бога. Это делает Трисвятую песнь выразительным антиарианским и христологическим, антинесторианским исповеданием, где Христос признаётся Богом крепким и бессмертным, а не иносущной Богу тварью или человеком, в котором поселился Бог. В праздник Пятидесятницы Трисвятая песня поётся Духу Святому, сошедшему на апостолов.
Апологеты нехалкидонского исповедания критикуют халкидонитов за их тринитарное толкование Трисвятой песни и «сказочную» историю о возникновении песни. Разделение трёх частей песни по Лицам Троицы, а именно — Отец Боже, Сын крепкий, Дух Святой бессмертный, представляет дело в абсурдном, близком к еретизму свете, будто бы Сын и Дух Святой не Бог, Отец и Дух Святой не крепкий, а Отец и Сын не бессмертный. Впрочем, нельзя забывать, что св. Апостолы, например, в своей проповеди нередко употребляли именование «Бог» именно по отношению к Богу Отцу, не всегда прямо употребляя его тут же по отношению к Богу Сыну (см. 1Пет. 1:3; 1Кор. 1:3); вместе с тем, разумеется, они почитали Христа Богом (Ин. 20:28; Деян. 20:28).

## Богослужебное употребление в древневосточной церковной традиции
В богослужебной практике древневосточных православных церквей, в частности Армянской апостольской церкви, сложилась традиция использования разных окончаний Трисвятой песни, в зависимости от празднуемого на литургии события к «Святой Боже, Святой крепкий, Святой бессмертный» делается прибавление, указывающее на то или иное библейское событие. Так в воскресную литургию и на Пасху прибавляется: «…что воскрес из мертвых, помилуй нас». В невоскресную литургию и в праздники святого Креста: «…что распялся ради нас». В Благовещенье или Богоявление (Рождество и Крещение Господне): «…что явился ради нас». В Вознесение Христово: «…что вознёсся во славе к Отцу». В Пятидесятницу (Сошествие Духа Святого): «…что пришел и почил на апостолах».